# Ammoglanis
Ammoglanis là một chi cá da trơn trong họ Trichomycteridae. Nó gồm 3 loài: A. amapaensis Mattos, Costa & Gama, 2008, A. diaphanus Costa, 1994 và A. pulex de Pinna & Winemiller, 2000.

## Phân bố
A. amapaensis xuất phát từ nhiều sông nhánh của sông Amazon, Jari, Amapari, và sông Araguari. A. diaphanus xuất phát từ một con suối nhánh của sông Javaés của lưu vực sông Araguaia ở Tocantins, Brasil. A. pulex có nguồn gốc từ Paria Grande River, the Pamoni River, and Caño Garrapata of Venezuela.

## Mô tả
Ammoglanis có kích thước khoảng 1,5-1,9 cm. A. pulex is among the smallest known vertebrates.